# Рекітоаса
Рекітоаса (рум. Răchitoasa) — село у повіті Бакеу в Румунії. Входить до складу комуни Рекітоаса.
Село розташоване на відстані 244 км на північний схід від Бухареста, 37 км на схід від Бакеу, 80 км на південь від Ясс, 124 км на північний захід від Галаца.

## Населення
За даними перепису населення 2002 року у селі проживали 1605 осіб, з них 1603 особи (99,9%) румунів. Рідною мовою 1604 особи (99,9%) назвали румунську.